# Argelia Velez-Rodriguez
Argelia Vélez-Rodríguez, nacida en 1936 es una matemática y educadora cubana-estadounidense. Fue la primera mujer negra en obtener un doctorado en matemáticas en Cuba.

## Juventud
Cuando Argelia Vélez-Rodríguez era joven, su padre trabajaba bajo el mando del presidente Fulgencio Batista Su misión consistía en enmendar y mejorar el sistema educativo cubano. La familia de Vélez-Rodriguez era católica, por lo que fue educada en escuelas primarias y secundarias católicas. Durante su escolarización, los profesores notaron su interés por las matemáticas y ganó un concurso de matemáticas a la edad de 9 años.

## Educación
Vélez-Rodríguez obtuvo su licenciatura en el Instituto Marianao en 1955. Continuó sus estudios en la Universidad de La Habana donde obtuvo su doctorado en 1960. Sus instructoras en estas instituciones eran mujeres con doctorados en matemáticas Solo una pequeña proporción de la población cubana era negra. Por eso, aunque todos sus profesores son mujeres doctoradas en matemáticas, es la primera mujer negra en doctorarse en Cuba. Según una cita de Vélez-Rodríguez, ella no fue discriminada por motivos raciales en Cuba . La única vez que fue discriminada fue en lugares controlados por los estadounidenses o de propiedad estadounidense . Su tesis doctoral versó sobre ecuaciones diferenciales y órbitas astronómicas, y su disertación versó sobre la determinación de órbitas mediante el método de Talcott, titulada "Determinación de órbitas mediante el método de Talcott".

## Carrera
En 1962 decidió emigrar a los Estados Unidos con su hijo y su hija, y  años después su esposo. Fue en el Texas College donde ocupó el primer puesto docente en los Estados Unidos en 1962, en matemáticas y física. En 1972, fue profesora en Bishop College, Texas, y directora del departamento de matemáticas de 1975 a 1978. Dejó el colegio Bishop en 1979 y fue contratada por la Fundación Nacional de Ciencias para trabajar con el Programa de Mejora de la Ciencia de las Minorías. En 1980, fue contratada por el Departamento de Educación de los Estados Unidos como directora del Programa de Mejora de la Ciencia de las Minorías.